# Église de la Sainte-Croix de Kaunas
 (septembre 2024).
Pour les articles homonymes, voir Église de la Sainte-Croix.
L'Église de la Sainte-Croix de Kaunas (en lituanien : Šv. Kryžiaus (Karmelitų) bažnyčia) est située dans le centre-ville de Kaunas, en Lituanie.

## Histoire
En 1706, les moines de l'Ordre des Carmélites achètent plusieurs parcelles de terrain pour le monastère de Kaunas, près du fleuve Niémen. Quelques années plus tôt, la nouvelle église avait été consacrée à proximité, en 1685. Elle a été consacrée en 1700. L'église a été construite dans le style baroque tardif avec deux tours. L'église et le monastère furent fermés en 1845 et depuis utilisés comme entrepôt pour les charrettes et les harnais. Egalement, l'intérieur de l'église a été vandalisé.
L'église Sainte-Croix de Kaunas n'a été rendue aux fidèles qu'en 1881. Lors de la rénovation de 1885 à 1898, cinq nouveaux sanctuaires furent construits, la chaire, l'orgue, ainsi que trois nouvelles cloches furent installés. L'artiste tyrolien John Kerle a décoré les voûtes de l'église avec dix-sept compositions en 1898. L'église fut à nouveau rénovée entre 1925 et 1934. L'église Sainte-Croix de Kaunas a été inscrite au Registre du patrimoine culturel immobilier de la République de Lituanie en 1996.

## Source de traduction
- (en) Cet article est partiellement ou en totalité issu de l’article de Wikipédia en anglais intitulé « Church of the Holy Cross, Kaunas » (voir la liste des auteurs).